# Ла-Уньон (город, Сальвадор)
Ла-Уньон (исп. La Unión) — портовый город в Сальвадоре, административный центр одноимённого департамента.

## История
28 февраля 1865 года посёлок Ла-Уньон получил статус города.

## Географическое положение
Центр города располагается на высоте 52 метров над уровнем моря.

## Экономика
В 2005 году в городе началось строительство нового порта, которое было закончено в ноябре 2008 года. Благодаря этому порту, через город стал осуществляться экспорт товаров из Сан-Сальвадора и Сан-Мартина.

## Демография
Население города по годам:
| 1992   | 2000   | 2012   |
| ------ | ------ | ------ |
| 21 091 | 24 600 | 29 736 |